# 러시아 주재 외국공관 목록

지도상 표시된 러시아의 재외공관 목록이며, 2012년 기준으로 적용.

러시아 주재 외국공관 목록은 러시아에 주재하는 외국공관(대사관 및 영사관)과, 러시아와 외교관계는 수립했으나 러시아에 공관을 설치하지 않은 국가에 대해 다룬다. 수도 모스크바에 146개국 주재 대사관이 있다.

## 모스크바에 설치한 대사관
| - 압하지야 - 아프가니스탄 - 알바니아 - 알제리 - 앙골라 - 아르헨티나 - 아르메니아 - 오스트레일리아 - 오스트리아 (대사관) - 아제르바이잔 - 바레인 - 방글라데시 - 벨라루스 - 벨기에 - 베냉 - 볼리비아 - 보스니아 헤르체고비나 - 브라질 - 브루나이 - 불가리아 - 부룬디 - 캄보디아 - 카메룬 - 캐나다 - 카보베르데 - 중앙아프리카 공화국 - 차드 - 칠레 - 중국 - 콜롬비아 - 콩고 민주 공화국 - 콩고 공화국 - 코스타리카 - 코트디부아르 - 크로아티아 - 쿠바 - 키프로스 - 체코 | - 덴마크 - 도미니카 공화국 - 에콰도르 - 이집트 - 적도 기니 - 에리트레아 - 에스토니아 - 에티오피아 - 핀란드 - 프랑스 - 가봉 - 독일 - 가나 - 그리스 - 과테말라 - 기니 - 기니비사우 - 바티칸 시국 - 헝가리 - 아이슬란드 - 인도 - 인도네시아 - 이란 - 이라크 - 아일랜드 - 이스라엘 - 이탈리아 - 일본 - 요르단 - 카자흐스탄 - 케냐 - 쿠웨이트 - 키르기스스탄 - 라오스 - 라트비아 - 레바논 - 라이베리아 - 리비아 | - 리투아니아 - 룩셈부르크 - 북마케도니아 - 마다가스카르 - 말레이시아 - 말리 - 몰타 - 모리타니 - 모리셔스 - 멕시코 - 몰도바 - 몽골 - 몬테네그로 - 모로코 - 모잠비크 - 미얀마 - 나미비아 - 네팔 - 네덜란드 - 뉴질랜드 - 니카라과 - 나이지리아 - 조선민주주의인민공화국 - 노르웨이 - 오만 - 파키스탄 - 팔레스타인 - 파나마 - 파라과이 - 페루 - 필리핀 - 폴란드 - 포르투갈 - 카타르 - 루마니아 - 사우디아라비아 - 세네갈 - 세르비아 | - 시에라리온 - 싱가포르 - 슬로바키아 - 슬로베니아 - 소말리아 - 남아프리카 공화국 - 대한민국 (대사관) - 남오세티야 - 스페인 - 스리랑카 - 수단 - 스웨덴 - 스위스 - 시리아 - 타지키스탄 - 탄자니아 - 태국 - 튀니지 - 튀르키예 - 투르크메니스탄 - 우간다 - 우크라이나 - 아랍에미리트 - 영국 - 미국 - 우루과이 - 우즈베키스탄 - 베네수엘라 - 베트남 - 예멘 - 잠비아 - 짐바브웨 |

## 모스크바에 설치된 다른 사무소 및 대표부
- 유럽 연합 (일반 대표부)
- 조지아 (러시아 주재 스위스 대사관 산하 조지아 이익대표부)
- 대만 (타이베이 경제 문화 사무처)
- 아르차흐 공화국 (대표부)

## 영사관, 총영사관

### 상트페테르부르크에 설치된 영사관들
- 단, +표시는 사무소(분과)이며, 대부분의 외교 공관들은 전부 총영사관 체제로 운영된다.

| - 아르메니아 - 아제르바이잔 - 벨기에 - 벨라루스 + - 불가리아 - 중국 - 키프로스 - 체코 - 덴마크 - 에스토니아 - 핀란드 - 프랑스 - 독일 - 그리스 - 헝가리 - 인도 - 이탈리아 - 일본 | - 카자흐스탄 - 라트비아 - 리투아니아 - 북마케도니아 - 네덜란드 - 노르웨이 - 폴란드 - 필리핀 - 루마니아 - 슬로바키아 - 대한민국 - 스페인 - 스웨덴 - 스위스 - 튀르키예 - 우크라이나 - 영국 - 미국 |

### 다른 도시에 설치된벨라루스분과가 존재한 도시들[1]
- 칼리닌그라드
- 카잔
- 하바롭스크
- 크라스노야르스크
- 니즈니노브고로드
- 로스토프나도누
- 스몰렌스크
- 우파
- 예카테린부르크

## 비상주공관
다음 국가들은 러시아와 외교 관계는 수립하였으나, 러시아에 대사관을 설치하지 않은 국가들이다. 옆에 병기한 지역에 설치된 공관에서 주 러시아 대사관을 겸임한다. 다만, 지역을 명시하지 않은 해당 도시는 베를린을 의미한다.
- 안도라 (안도라라벨랴)
- 앤티가 바부다 (런던)
- 부르키나파소
- 보츠와나 (스톡홀름)
- 지부티 (파리)
- 도미니카 연방 (브뤼셀)
- 피지 (도쿄도)
- 가이아나 (런던)
- 자메이카
- 레소토
- 리히텐슈타인
- 몰디브 (브뤼셀)
- 모나코
- 말라위
- 니제르
- 파푸아뉴기니 (본)
- 사모아 (도쿄)
- 산마리노 (비엔나)
- 에스와티니 (제네바)
- 세이셸 (파리)
- 수리남 (헤이그)
- 토고
- 통가 (런던)

## 같이 보기
- 러시아의 재외공관 목록